# Sleepless Town
Pour plus de détails, voir Fiche technique et Distribution.
Sleepless Town est un film nippo-hongkongais réalisé par Lee Chi-ngai, sorti le 27 juin 1998.

## Synopsis
Kenichi Ryuu, un homme moitié chinois, moitié japonais, gagne sa vie dans le trafic d'objets volés. Trois jours avant le nouvel an chinois, il se retrouve au milieu d'une guerre des gangs...

## Fiche technique
- Titre : Sleepless Town
- Titre original : Fuyajo
- Réalisation : Lee Chi-ngai
- Scénario : Lee Chi-ngai et Hisashi Nozawa, d'après un roman de Hase Seishū
- Production : Masato Hara et Tsuguhiko Kadokawa
- Musique : Shigeru Umebayashi
- Photographie : Arthur Wong
- Montage : Kwong Chi-Leung
- Pays d'origine : Japon, Hong Kong
- Format : Couleurs - 1,78:1 - Stéréo - 35 mm
- Genre : Thriller
- Durée : 122 minutes
- Date de sortie : 27 juin 1998 (Japon)

## Distribution
- Takeshi Kaneshiro : Kenichi Ryuu
- Mirai Yamamoto : Natsumi Sato
- Kippei Shiina : Wu Fu-chun
- Sihung Lung : Yang Weimin
- Eric Tsang : Yuan Chenggui
- Kathy Chow : Xiu Hong

## Récompenses
- Nomination au prix de la meilleure direction artistique (Yohei Taneda), lors des Awards of the Japanese Academy 1999.
- Prix de la meilleure direction artistique et de la meilleure photographie. Nomination au prix des meilleurs costumes et maquillages (Yohei Taneda), lors des Hong Kong Film Awards 1999.